# Oestrophasia signiferum
Oestrophasia signiferum là một loài ruồi trong họ Tachinidae.